# Ullsteinstraße (metrostation)
Ullsteinstraße is een station van de metro van Berlijn, gelegen op de grens van de stadsdelen Tempelhof en Mariendorf. Het metrostation bevindt zich in de constructie van een brug over het Teltowkanaal, onder het wegdek van de Tempelhofer Damm. Station Ullsteinstraße werd geopend op 28 februari 1966 en maakt deel uit van lijn U6. Het station dankt zijn naam aan de gelijknamige straat, genoemd naar de Duitse uitgever Leopold Ullstein. Nabij het metrostation bevindt zich het Ullsteinhaus, ooit het hoofdkantoor van uitgeverij Ullstein.
Reeds voor de Tweede Wereldoorlog bestonden er plannen voor een verlenging van lijn C (de huidige U6) door het centrum van Tempelhof naar Mariendorf. In de jaren 1930 maakte men een begin met deze verlenging en ontstonden tussen het toenmalige eindpunt Tempelhof en het huidige station Ullsteinstraße enkele tunnelfragmenten. De eigenlijke bouw van het traject Tempelhof - Alt-Mariendorf begon echter pas aan het begin van de jaren 1960. De kruising van het Teltowkanaal was het technisch meest ingewikkelde onderdeel van het project. Het meest voordelig bleek het te zijn de metrolijn bovengronds over het kanaal te leiden, waartoe een nieuwe brug gebouwd moest worden. De oude Stubenrauchbrücke werd afgebroken, hetgeen tevens het einde betekende voor twee tramlijnen naar Marienfelde en Lichtenrade. Vervolgens verrees op dezelfde locatie een nieuwe brug, die vanwege de toegenomen verkeersdrukte aanzienlijk breder en om ruimte voor de metro te maken enkele meters hoger dan de oude werd aangelegd. De metrotunnel stijgt aan weerszijden van het kanaal tot vlak onder het wegdek, om vervolgens via een doos onder de brug, waarin zich het station Ullsteinstraße bevindt, de overkant te bereiken.
Voor het ontwerp van station Ullsteinstraße tekende Senatsbaudirektor Rainer Rümmler, die tot in de negentiger jaren van de twintigste eeuw voor vrijwel alle Berlijnse metrostations verantwoordelijk zou zijn. De wanden langs de sporen werden bekleed met verticaal geplaatste okergele tegels, de zuilen kregen een zwarte betegeling. Vanwege de bijzondere ligging van het station is er in aanvulling op de ook elders gebruikelijke zuilen een steunwand aanwezig, die het perron in tweeën deelt. Net als in station Alt-Tempelhof is de vloer geplaveid met vierkante tegels, terwijl de overige metrostations op dit deel van de lijn zoals gebruikelijk een asfalten vloer kregen.
In verband met de ligging van het station vlak onder de straat zijn er geen tussenverdiepingen aanwezig. Aan beide uiteinden van het eilandperron leidt een uitgang rechtstreeks naar het straat-/brugniveau. Om de westzijde van de Tempelhofer Damm te bereiken moet men de sporen onderlangs kruisen in een voetgangerstunnel. Het station beschikt over trappen en roltrappen, maar niet over een lift. Volgens de prioriteitenlijst van de Berlijnse Senaat zal station Ullsteinstraße pas na 2010 van liften voorzien worden. Uiteindelijk moeten alle Berlijnse metrostations volledig toegankelijk zijn voor mindervaliden.